# Silos de Villacañas

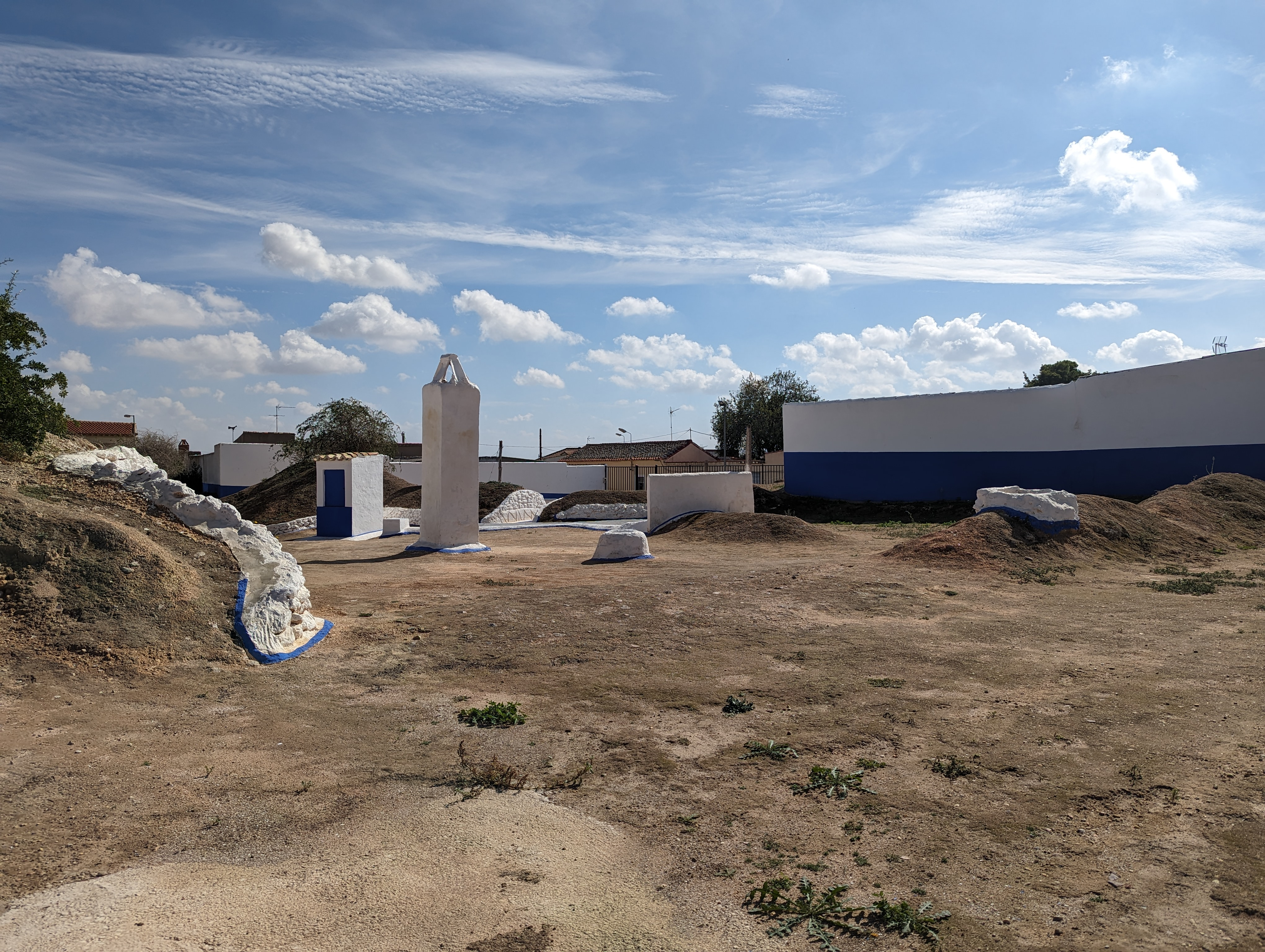
Vista exterior del conjunto que conforma el Museo Etnográfico del Silo

Los silos de Villacañas son unas construcciones subterráneas ampliamente utilizadas como vivienda habitual hasta mediados del siglo XX, en la localidad manchega de Villacañas, en Toledo, España.

## Etimología
La etimología de esta vivienda es la misma que la del silo común, dado que esta construcción es la evolución de un tipo de almacenes subterráneos de grano (lat. "sirus"). El término latino procede a su vez del griego σιρός ("sirós"), con el mismo significado.

## Características
El empleo de este tipo de vivienda subterránea en Villacañas está datado desde el siglo XVII, en documentos oficiales que constatan un uso muy extendido de esta construcción como vivienda característica de las familias que trabajaban como mano de obra en el campo. Su construcción continuó hasta finales de la primera mitad del siglo XX: en este momento el silo ya era una forma de habitación característica de las familias humildes del pueblo.
Este tipo de construcción era posible gracias a las condiciones del suelo calizo de la zona. La forma y los materiales de construcción proporcionan una temperatura agradable y constante en una zona de grandes variaciones estacionales de temperatura, con veranos sumamente cálidos y secos.
Tradicionalmente, el establecimiento del silo comenzaba cuando se formalizaban las relaciones de noviazgo, momento en que se compraba el "sitio", un solar de un celemín (medida local de superficie equivalente en Villacañas a 470 m²), donde se excavaba el silo. El silo daba alojo a toda la familia y servía para recoger a todos los animales domésticos de la unidad familiar en estancias específicas.
La pareja de novios comenzaba la tarea de excavación por sus propios medios hasta abrir en el interior de la tierra el espacio necesario para los dormitorios, cocina-comedor, y los diversos espacios funcionales (cuadra, pajar, gallinero). La construcción carece de elementos estructurales de soporte aparte de los que proporciona el propio entorno (no hay tabiques, columnas o soportes). El silo, de techos abovedados crecía con el tiempo según las necesidades de la familia, siempre sobre el mismo plano.
El acceso a la vivienda está recubierto de cal para mitigar las temperaturas estivales. En el interior, paredes, techos y suelos aparecen recubiertos igualmente de cal. En las habitaciones interiores se abren ventanas verticales denominadas "lumbreras" que, además, sirven de ventilación a la casa.
En 1950 había 1700 silos censados en el casco urbano de Villacañas. En la actualidad quedan accesibles poco más de una docena de silos.

## Decadencia
Por sus características de construcción, los silos no permitían la traída del agua corriente, por lo que fueron siendo paulatinamente abandonados con la extensión de este servicio entre las poblaciones de la localidad. Por otro lado, los habitantes de los silos en algunos lugares quedaban más expuestos a los devastadores efectos de las riadas que ocasionalmente han afectado a la zona en los siglos XIX y XX.

## Preservación
Los silos forman parte del patrimonio cultural de Castilla-La Mancha. Los ejemplares que perviven de los silos de Villacañas han sido además declarados como bien de interés cultural. El Museo Etnográfico del Silo preserva varios silos visitables.